# والری گوریوشف
والری گوریوشف (روسی: Валерий Горюшев؛ ۲۶ آوریل ۱۹۷۳ – ۲۸ آوریل ۲۰۱۴) بازیکن والیبال اهل روسیه بود.
از باشگاه‌هایی که در آن بازی کرده‌است می‌توان به پاناسونیک پنترز اشاره کرد.